# Каменець-Зомбковицький
Каменець-Зомбковіцький (пол. Kamieniec Ząbkowicki, нім. Kamenz N.S.) — місто в Польщі, у гміні Каменець-Зомбковицький Зомбковицького повіту Нижньосілезького воєводства.
Населення — 4848 осіб (2011).
1 січня 2021 року набуло міських прав.

## Демографія
Демографічна структура станом на 31 березня 2011 року:
|          | Загалом | Допрацездатний вік | Працездатний вік | Постпрацездатний вік |
| -------- | ------- | ------------------ | ---------------- | -------------------- |
| Чоловіки | 2345    | 407                | 1749             | 189                  |
| Жінки    | 2503    | 419                | 1565             | 519                  |
| Разом    | 4848    | 826                | 3314             | 708                  |

## Назва

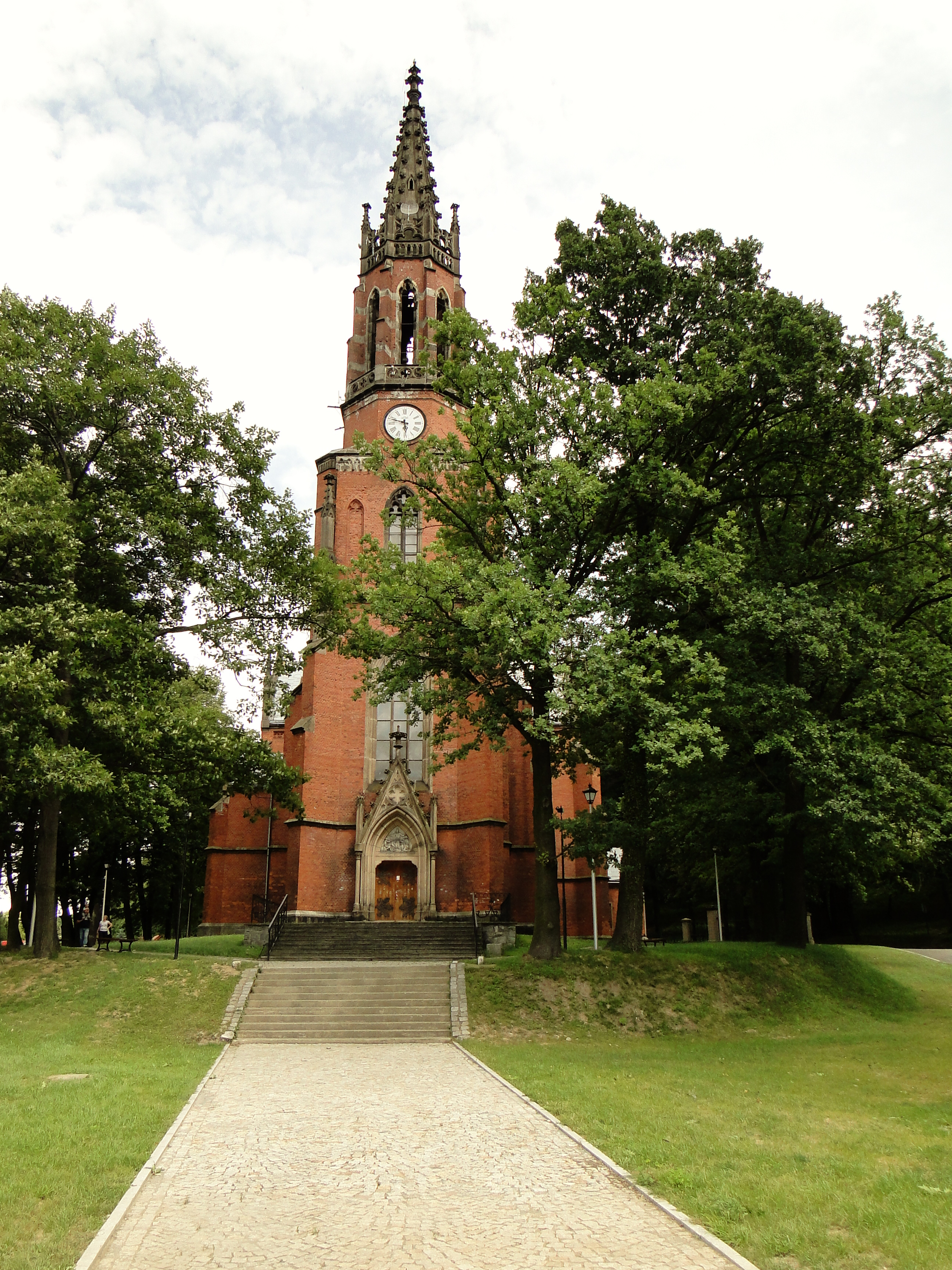
Церква 19 ст.

За словами німецького вчителя Генріха Адама, назва походить від польської назви - Камінь і посилається на скелястий фонд замку. У своїй роботі з місцевими назвами в Сілезії, опублікованій у 1888 році у Вроцлаві, він згадує як найдавнішу записану назву міста Kamieniec, що дає значення Felsenburg, тобто польським скелястим містом.
Польську назву Kamieniec та німецький Каменц у книзі «Krótki rys jeografii Szląska» для початкової науки, опублікованої в Głogówek у 1847 році, згадував силезійський письменник Юзеф Ломпа.

## Освіта
- Комунальний дитячий садок №1
- Початкова школа No1 Болеслав Хоробрий
- Комплекс школи та дитячого садка ім Папа Іван Павло II

## Цікаві факти
- Жителі українського міста Кам'янець-Подільський досить часто у соціальних мережах помилково вибирають, що вони жителі саме польського міста Каменець, не знаходячи відповідний український варіант.

## Світлини

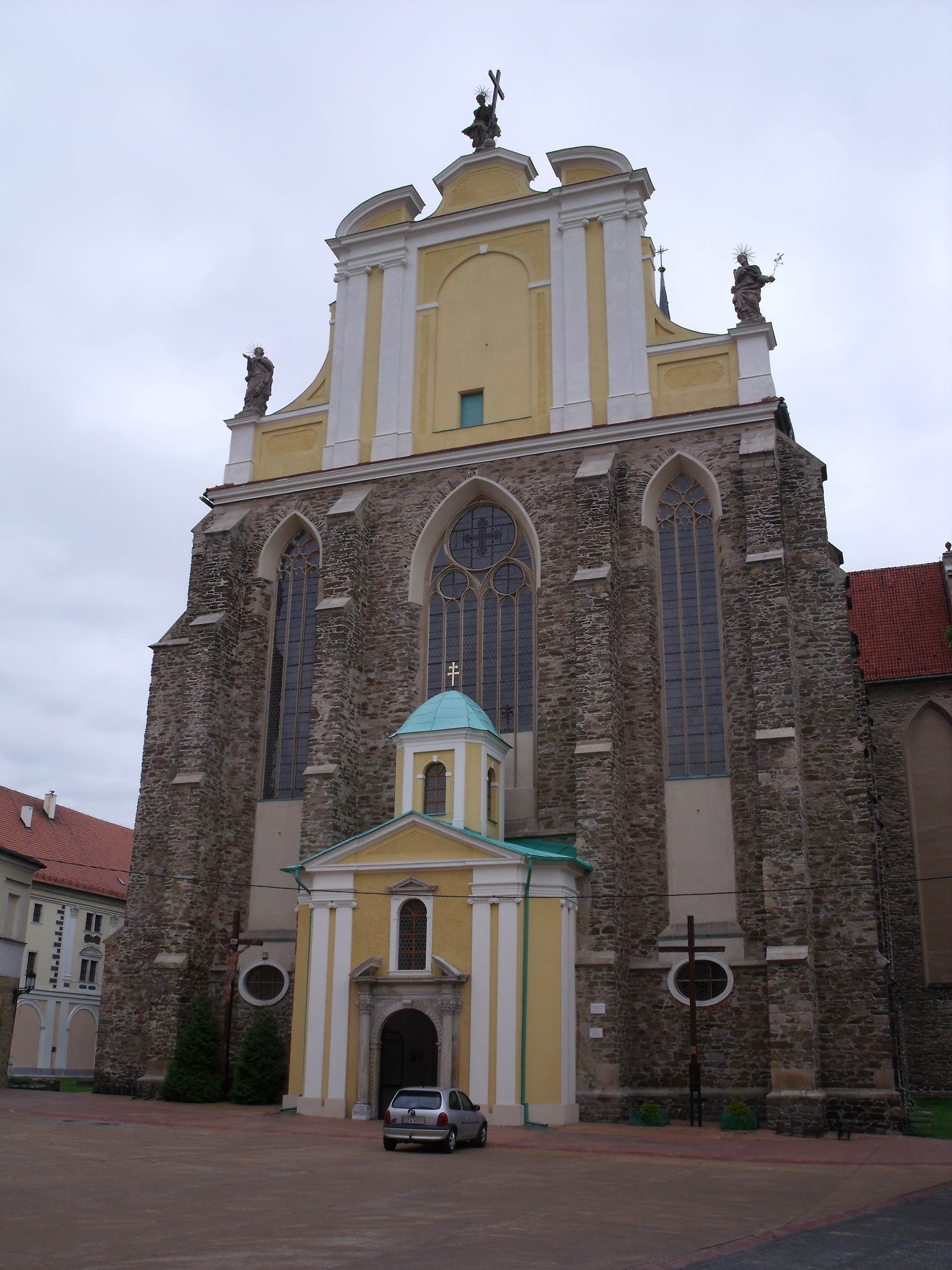
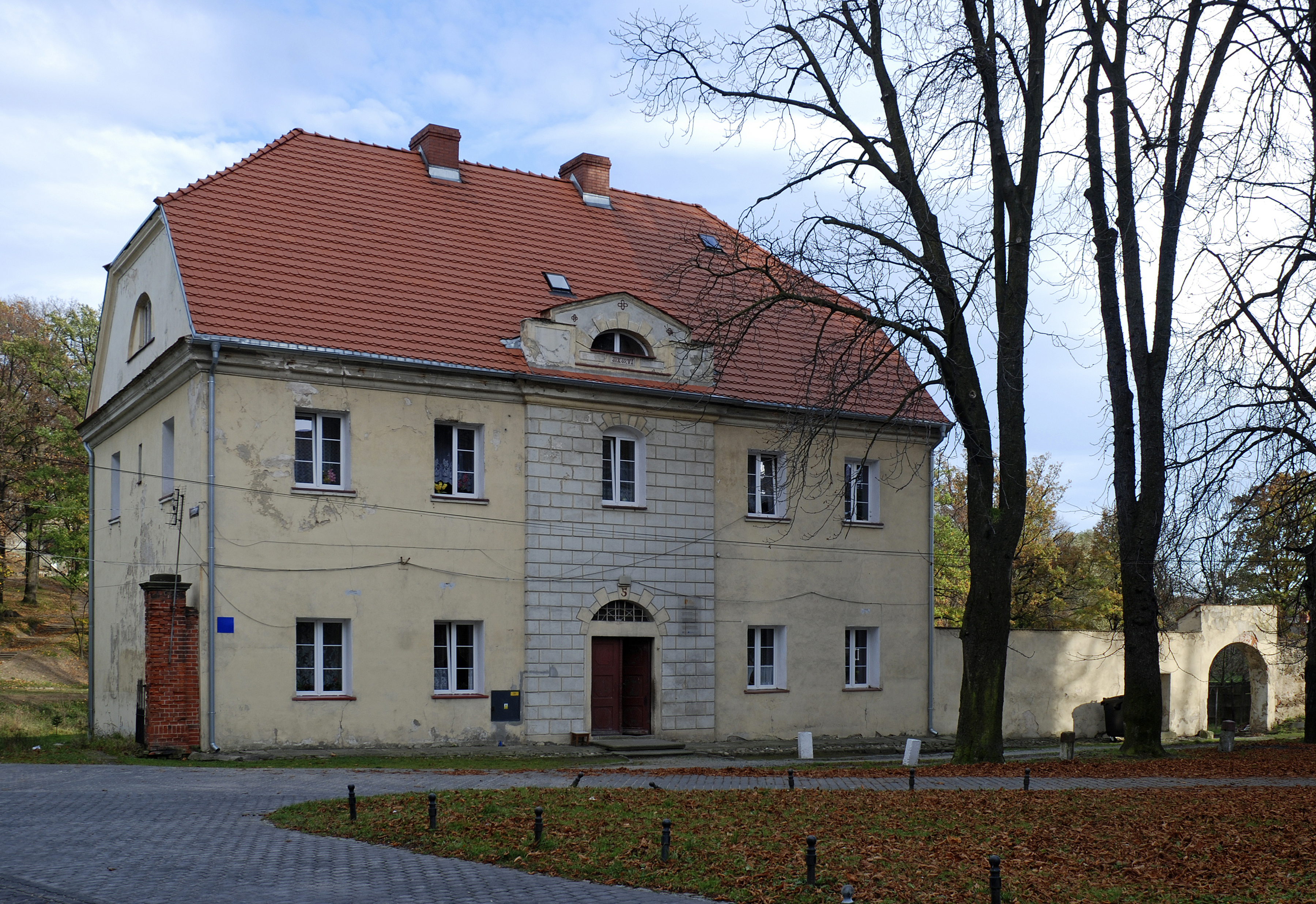
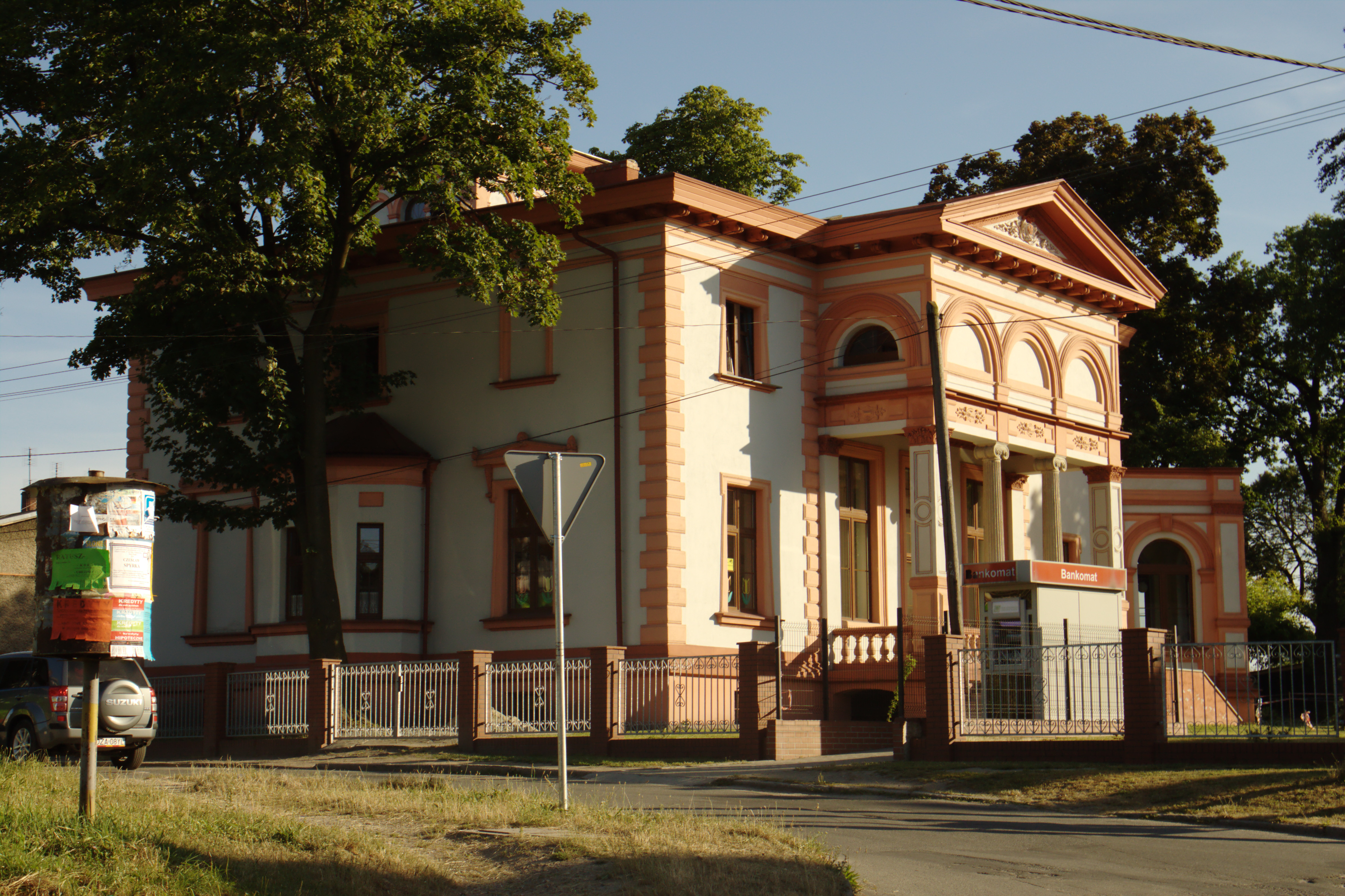
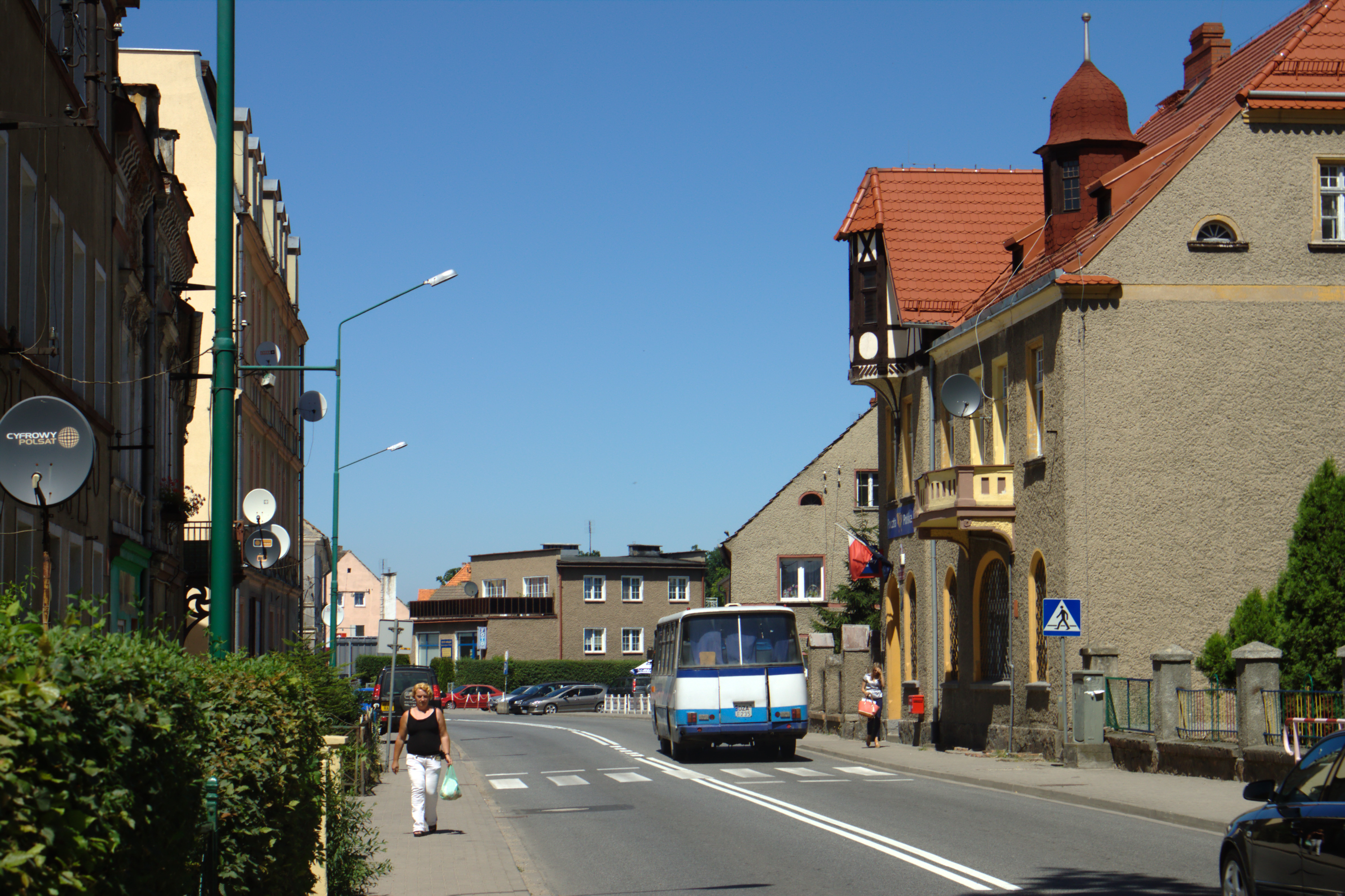
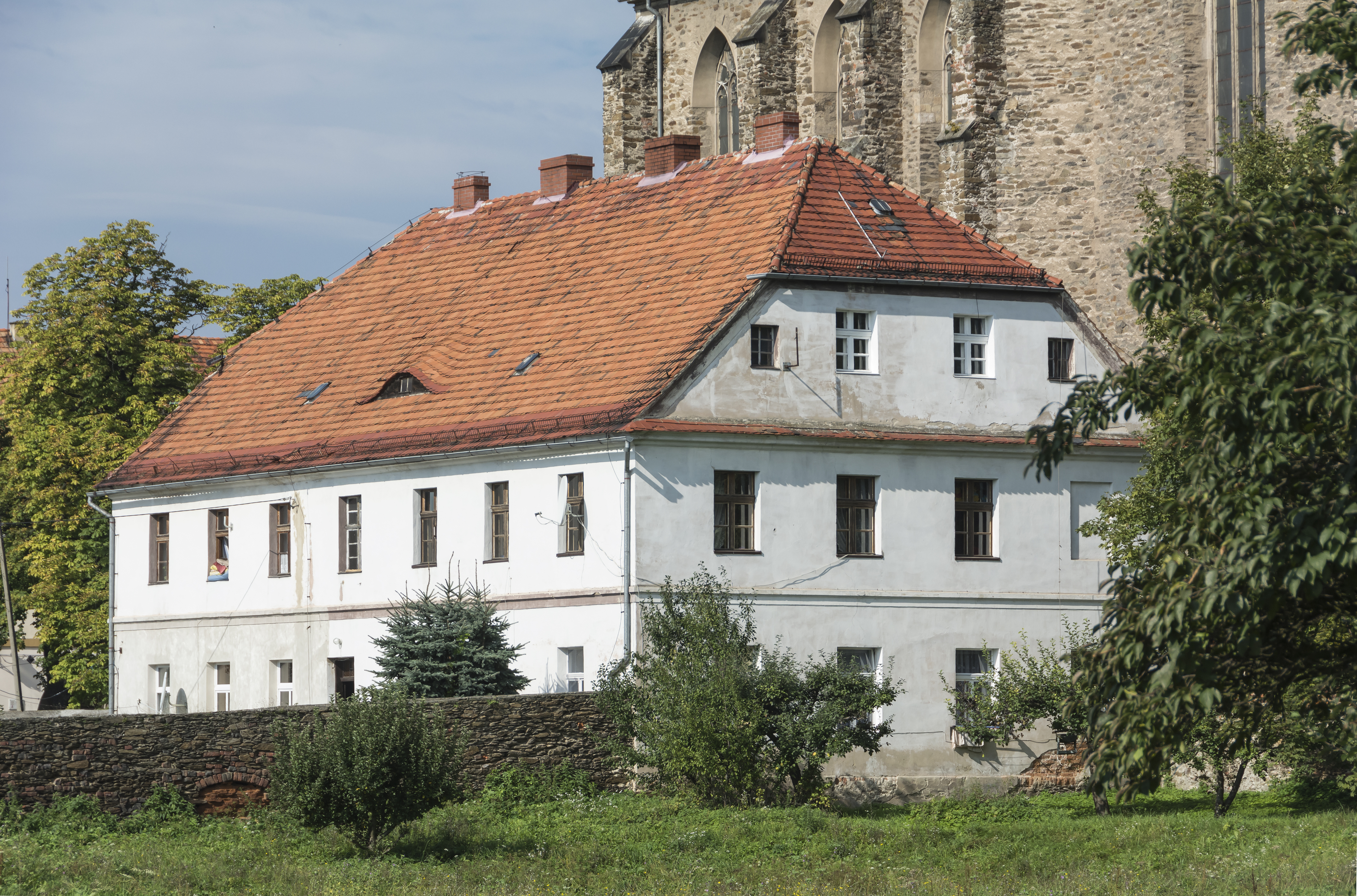
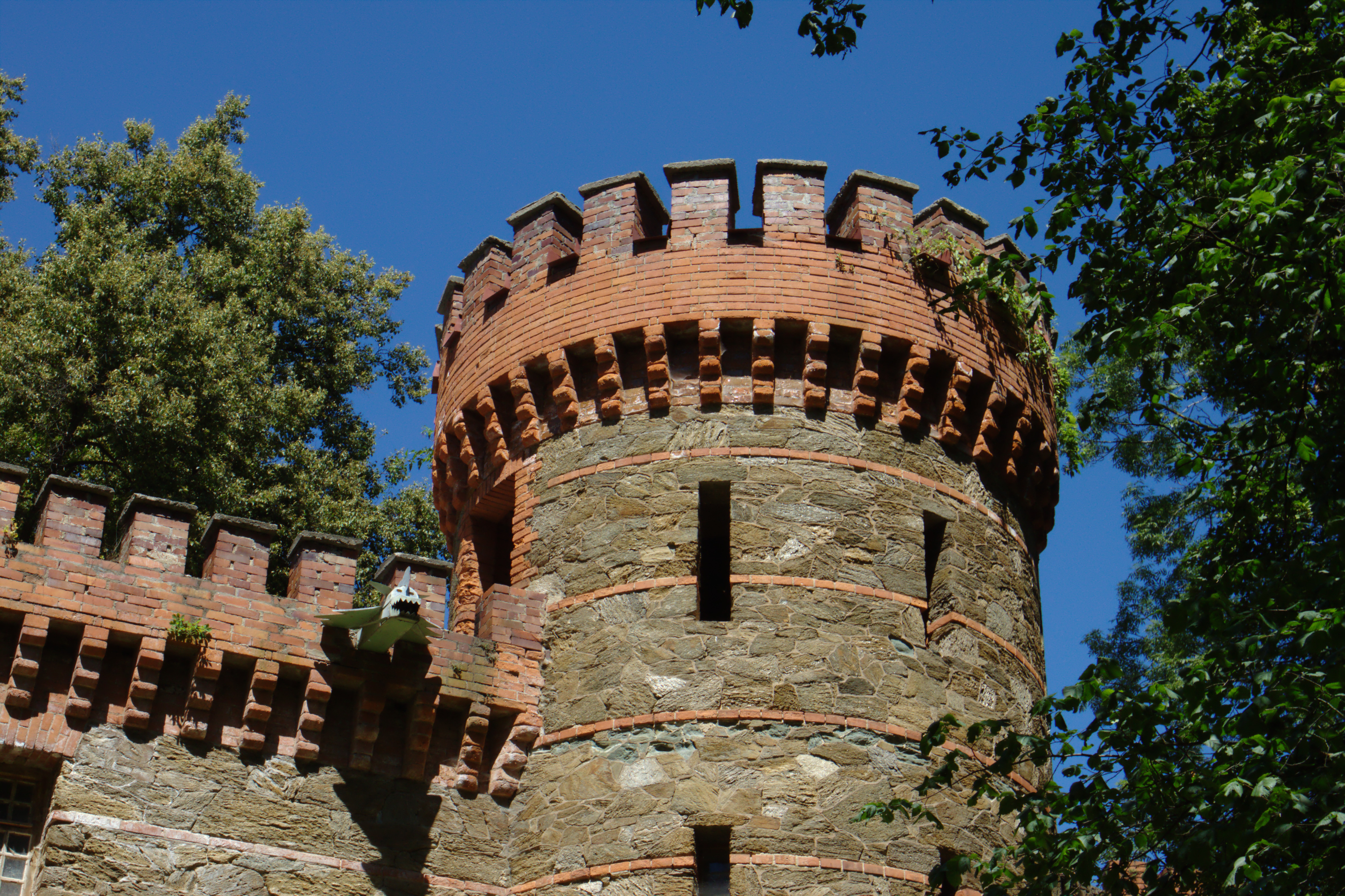
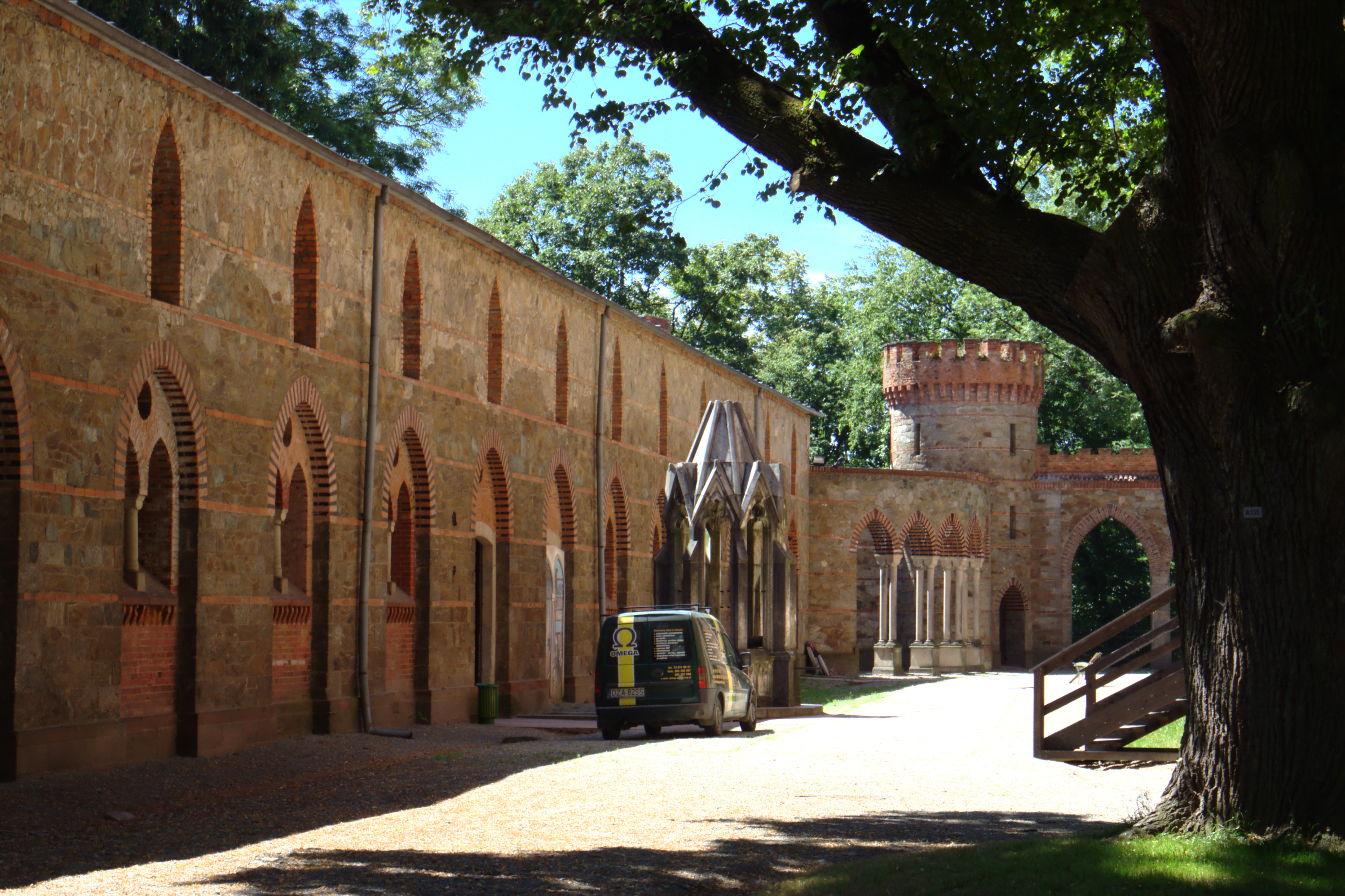
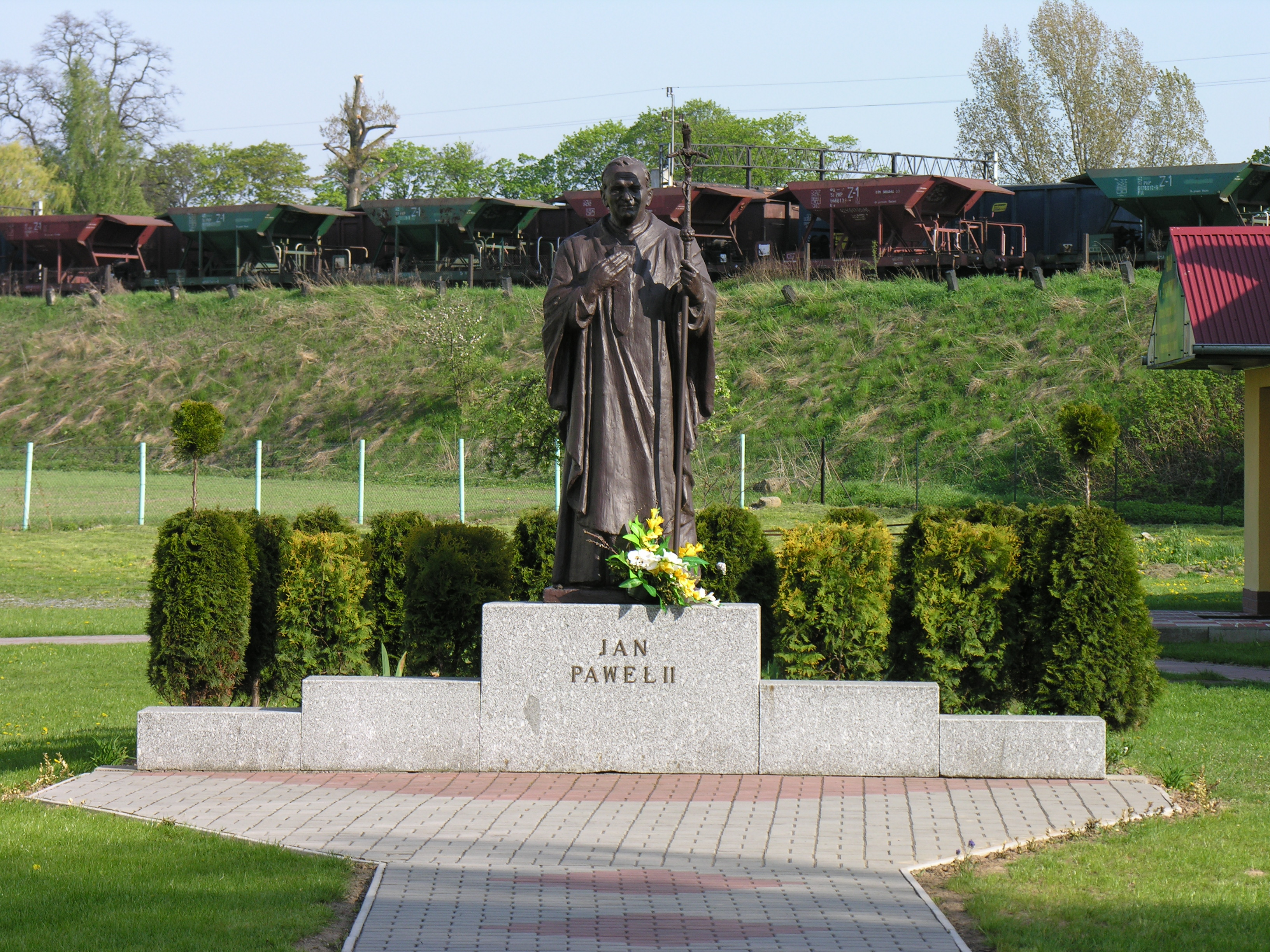